# Il sotterraneo d'acciaio
Il sotterraneo d'acciaio (Das Panzergewölbe o Stuart Webbs: Das Panzergewölbe) è un film muto del 1914 diretto da Joe May

## Produzione
Il film fu prodotto dalla Stuart Webbs-Film Company Reicher und Reicher di Berlino

## Distribuzione
Il film uscì nelle sale cinematografiche tedesche con un visto di censura rilasciato il 26 giugno 1914. Lo stesso giorno, venne presentato in prima al Kammerlichtspiele di Berlino. In Danimarca, dove uscì il 24 settembre 1914, il titolo venne tradotto in Kriminalgaaden i Panserhvælvingen. La Ferrari ne curò la distribuzione italiana con visto di censura numero 5068. La visione venne approvata con riserva in appello dopo la soppressione di alcune scene. La richiesta era stata: "Dopo il quadro n. 65 intitolato: "Se entro 11 minuti non viene levata la corrente elettrica ecc." siano soppresse tutte le scene che si svolgono successivamente fino al quadro n. 74 incluso dal titolo: "Ancora 4 minuti".